# Női röplabdatorna a 2017. évi nyári európai ifjúsági olimpiai fesztiválon
A 2017. évi nyári európai ifjúsági olimpiai fesztiválon a női röplabdamérkőzéseket július 24. és 29. között rendezték Győrben, a Széchenyi István Egyetem Sportcsarnokában.

## Érmesek
| A 2017. évi nyári európai ifjúsági olimpiai fesztivál érmesei női röplabdában | A 2017. évi nyári európai ifjúsági olimpiai fesztivál érmesei női röplabdában | A 2017. évi nyári európai ifjúsági olimpiai fesztivál érmesei női röplabdában | A 2017. évi nyári európai ifjúsági olimpiai fesztivál érmesei női röplabdában |
| ----------------------------------------------------------------------------- | ----------------------------------------------------------------------------- | ----------------------------------------------------------------------------- | ----------------------------------------------------------------------------- |
| Arany                                                                         | Ezüst                                                                         | Bronz                                                                         |                                                                               |
| Olaszország ·                                                                 | Fehéroroszország ·                                                            | Oroszország ·                                                                 |                                                                               |

## Csoportkör

### A csoport
|              |      | Mérkőzések | Mérkőzések | Szettek | Szettek | Szettek | Pontok | Pontok | Pontok |
| Csapat       | Pont | Gy         | V          | Sz+     | Sz–     | SzA     | P+     | P–     | PA     |
| ------------ | ---- | ---------- | ---------- | ------- | ------- | ------- | ------ | ------ | ------ |
| Szerbia      | 8    | 3          | 0          | 9       | 2       | 4.500   | 247    | 210    | 1.176  |
| Oroszország  | 7    | 2          | 1          | 8       | 3       | 2.666   | 253    | 200    | 1.265  |
| Szlovénia    | 3    | 1          | 2          | 3       | 6       | 0.500   | 190    | 214    | 0.887  |
| Magyarország | 0    | 0          | 3          | 0       | 9       | 0.000   | 161    | 227    | 0.709  |

| 2017. július 24. 14:10 | Oroszország                       | 3–0 | Szlovénia | Széchenyi István Egyetem, Győr, Magyarország Nézőszám: 120 Játékvezető: Nils Weickert, Armando Simbari |
| 2017. július 24. 14:10 | (25–19, 28–26, 25–16) Jegyzőkönyv |     |           | Széchenyi István Egyetem, Győr, Magyarország Nézőszám: 120 Játékvezető: Nils Weickert, Armando Simbari |

| 2017. július 24. 19:10 | Magyarország                      | 0–3 | Szerbia | Széchenyi István Egyetem, Győr, Magyarország Nézőszám: 600 Játékvezető: Helena Geldof, Aliaksandr Sudzyeu |
| 2017. július 24. 19:10 | (12–25, 19–25, 25–27) Jegyzőkönyv |     |         | Széchenyi István Egyetem, Győr, Magyarország Nézőszám: 600 Játékvezető: Helena Geldof, Aliaksandr Sudzyeu |

| 2017. július 25. 14:10 | Szlovénia             | 0–3 | Szerbia | Széchenyi István Egyetem, Győr, Magyarország Nézőszám: 80 |
| 2017. július 25. 14:10 | (23–25, 15–25, 16–25) |     |         | Széchenyi István Egyetem, Győr, Magyarország Nézőszám: 80 |

| 2017. július 25. 19:10 | Magyarország         | 0–3 | Oroszország | Széchenyi István Egyetem, Győr, Magyarország Nézőszám: 800 |
| 2017. július 25. 19:10 | (20–25, 9–25, 15–25) |     |             | Széchenyi István Egyetem, Győr, Magyarország Nézőszám: 800 |

| 2017. július 26. 14:10 | Szerbia                             | 3–2 | Oroszország | Széchenyi István Egyetem, Győr, Magyarország |
| 2017. július 26. 14:10 | (14–25, 25–18, 25–21, 16–25, 15–11) |     |             | Széchenyi István Egyetem, Győr, Magyarország |

| 2017. július 26. 19:10 | Szlovénia             | 3–0 | Magyarország | Széchenyi István Egyetem, Győr, Magyarország Nézőszám: 1000 |
| 2017. július 26. 19:10 | (25–20, 25–20, 25–21) |     |              | Széchenyi István Egyetem, Győr, Magyarország Nézőszám: 1000 |

### B csoport
|                  |      | Mérkőzések | Mérkőzések | Szettek | Szettek | Szettek | Pontok | Pontok | Pontok |
| Csapat           | Pont | Gy         | V          | Sz+     | Sz–     | SzA     | P+     | P–     | PA     |
| ---------------- | ---- | ---------- | ---------- | ------- | ------- | ------- | ------ | ------ | ------ |
| Fehéroroszország | 8    |            |            |         |         |         |        |        |        |
| Németország      | 7    |            |            |         |         |         |        |        |        |
| Olaszország      | 3    |            |            |         |         |         |        |        |        |
| Hollandia        | 0    | 0          | 0          | 0       | 0       | 0       | 0      | 0      | 0      |

| 2017. július 24. 11:40 | Németország                       | 0–3 | Fehéroroszország | Széchenyi István Egyetem, Győr, Magyarország Nézőszám: 150 Játékvezető: Nadezda Kozlova, Halász Tibor |
| 2017. július 24. 11:40 | (12–25, 21–25, 21–25) Jegyzőkönyv |     |                  | Széchenyi István Egyetem, Győr, Magyarország Nézőszám: 150 Játékvezető: Nadezda Kozlova, Halász Tibor |

| 2017. július 24. 16:40 | Hollandia | – | Olaszország | Széchenyi István Egyetem, Győr, Magyarország |
| 2017. július 24. 16:40 |           |   |             | Széchenyi István Egyetem, Győr, Magyarország |

| 2017. július 25. 11:40 | Fehéroroszország                    | 2–3 | Olaszország | Széchenyi István Egyetem, Győr, Magyarország Nézőszám: 100 |
| 2017. július 25. 11:40 | (25–19, 25–19, 15–25, 22–25, 11–15) |     |             | Széchenyi István Egyetem, Győr, Magyarország Nézőszám: 100 |

| 2017. július 25. 16:40 | Németország | – | Hollandia | Széchenyi István Egyetem, Győr, Magyarország |
| 2017. július 25. 16:40 |             |   |           | Széchenyi István Egyetem, Győr, Magyarország |

| 2017. július 26. 11:40 | Olaszország           | 3–0 | Németország | Széchenyi István Egyetem, Győr, Magyarország Nézőszám: 150 |
| 2017. július 26. 11:40 | (29–27, 25–14, 25–22) |     |             | Széchenyi István Egyetem, Győr, Magyarország Nézőszám: 150 |

| 2017. július 26. 16:40 | Fehéroroszország | – | Hollandia | Széchenyi István Egyetem, Győr, Magyarország |
| 2017. július 26. 16:40 |                  |   |           | Széchenyi István Egyetem, Győr, Magyarország |

## Az 5–7. helyért
| 2017. július 28. 11:40 | Magyarország          | 0–3 | Németország | Széchenyi István Egyetem, Győr, Magyarország Nézőszám: 300 |
| 2017. július 28. 11:40 | (13–25, 10–25, 20–25) |     |             | Széchenyi István Egyetem, Győr, Magyarország Nézőszám: 300 |

### Az 5. helyért
| 2017. július 29. 11:40 | Szlovénia                          | 2–3 | Németország | Széchenyi István Egyetem, Győr, Magyarország Nézőszám: 200 |
| 2017. július 29. 11:40 | (25–20, 23–25, 25–23, 21–25, 8–15) |     |             | Széchenyi István Egyetem, Győr, Magyarország Nézőszám: 200 |

## Elődöntők
| 2017. július 28. 16:40 | Szerbia               | 0–3 | Fehéroroszország | Széchenyi István Egyetem, Győr, Magyarország Nézőszám: 300 |
| 2017. július 28. 16:40 | (19–25, 18–25, 20–25) |     |                  | Széchenyi István Egyetem, Győr, Magyarország Nézőszám: 300 |

| 2017. július 28. 19:10 | Olaszország           | 3–0 | Oroszország | Széchenyi István Egyetem, Győr, Magyarország Nézőszám: 500 |
| 2017. július 28. 19:10 | (25–20, 25–22, 29–27) |     |             | Széchenyi István Egyetem, Győr, Magyarország Nézőszám: 500 |

## Bronzmérkőzés
| 2017. július 29. 14:10 | Szerbia               | 0–3 | Oroszország | Széchenyi István Egyetem, Győr, Magyarország Nézőszám: 500 |
| 2017. július 29. 14:10 | (16–25, 23–25, 16–25) |     |             | Széchenyi István Egyetem, Győr, Magyarország Nézőszám: 500 |

## Döntő
| 2017. július 29. 16:40 | Fehéroroszország                    | 2–3 | Olaszország | Széchenyi István Egyetem, Győr, Magyarország Nézőszám: 800 |
| 2017. július 29. 16:40 | (25–27, 26–24, 22–25, 25–19, 10–15) |     |             | Széchenyi István Egyetem, Győr, Magyarország Nézőszám: 800 |

## Végeredmény
| Arany | Olaszország      |   |   |   |   |   |   |   |   |   |  |  |  |  |
| Ezüst | Fehéroroszország |   |   |   |   |   |   |   |   |   |  |  |  |  |
| Bronz | Oroszország      |   |   |   |   |   |   |   |   |   |  |  |  |  |
| 4.    | Szerbia          |   |   |   |   |   |   |   |   |   |  |  |  |  |
|       |                  |   |   |   |   |   |   |   |   |   |  |  |  |  |
| 5.    | Németország      |   |   |   |   |   |   |   |   |   |  |  |  |  |
| 6.    | Szlovénia        |   |   |   |   |   |   |   |   |   |  |  |  |  |
| 7.    | Magyarország     |   |   |   |   |   |   |   |   |   |  |  |  |  |
| DNS   | Hollandia        | 0 | 0 | 0 | 0 | 0 | 0 | 0 | 0 | 0 |  |  |  |  |